# Juan de Salazar
Juan de Salazar y Espinosa  (Espinosa de los Monteros, 1508-Asunción, 11 de febrero de 1560) fue un conquistador español que fundó la ciudad de Asunción, capital de Paraguay, el 15 de agosto de 1537.

## Primeros años

### Origen
Nace en una ilustre familia en Espinosa de los Monteros donde su familia tenía una torre desde hacía cientos de años. La familia Salazar, enemigos ancestrales de los Velasco que eran señores del pueblo de Medina de Pomar, no consentían tener a sus enemigos en sus dominios. De hecho, los Velasco tenían ha gala haber destruido decenas de torres de los Salazar. Existe documentación firmada por Juan de Salazar que asegura haber nacido en Espinosa de los Monteros, en varios archivos importantes, entre ellos el Archivo General de Indias, Sevilla. En el pueblo burgalés de Medina de Pomar se construyó un monolito en honor a Salazar alegando ser el lugar de nacimiento del conquistador sin ningún fundamento histórico. La placa contiene dos errores históricos importantes, no nace en el pueblo de Medina, y no lo hace en 1509 como reza la inscripción. La Estatua ha sido cambiada de localización en varias ocasiones escondiéndola cada vez más, ya que el propio Ayuntamiento conoce este error histórico.

### Llegada a Sudamérica
En 1535, con 27 años formó parte de la expedición de Pedro de Mendoza, el primer adelantado del Río de la Plata, en busca de Juan de Ayolas, quien había partido desde la actual Buenos Aires hacia el norte en busca del legendario Rey Blanco.  

## Fundación de Asunción
En su búsqueda remontó el río Paraguay hasta que fue recibido por la tribu guaraní de los carios en territorio de un cacique llamado Karakará. El 15 de agosto de 1537 construyó una casa de madera cerca del punto de desembocadura del río Pilcomayo en el río Paraguay y bautizó este asentamiento como Nuestra Señora Santa María de la Asunción, la futura ciudad de Asunción.

## Vida posterior

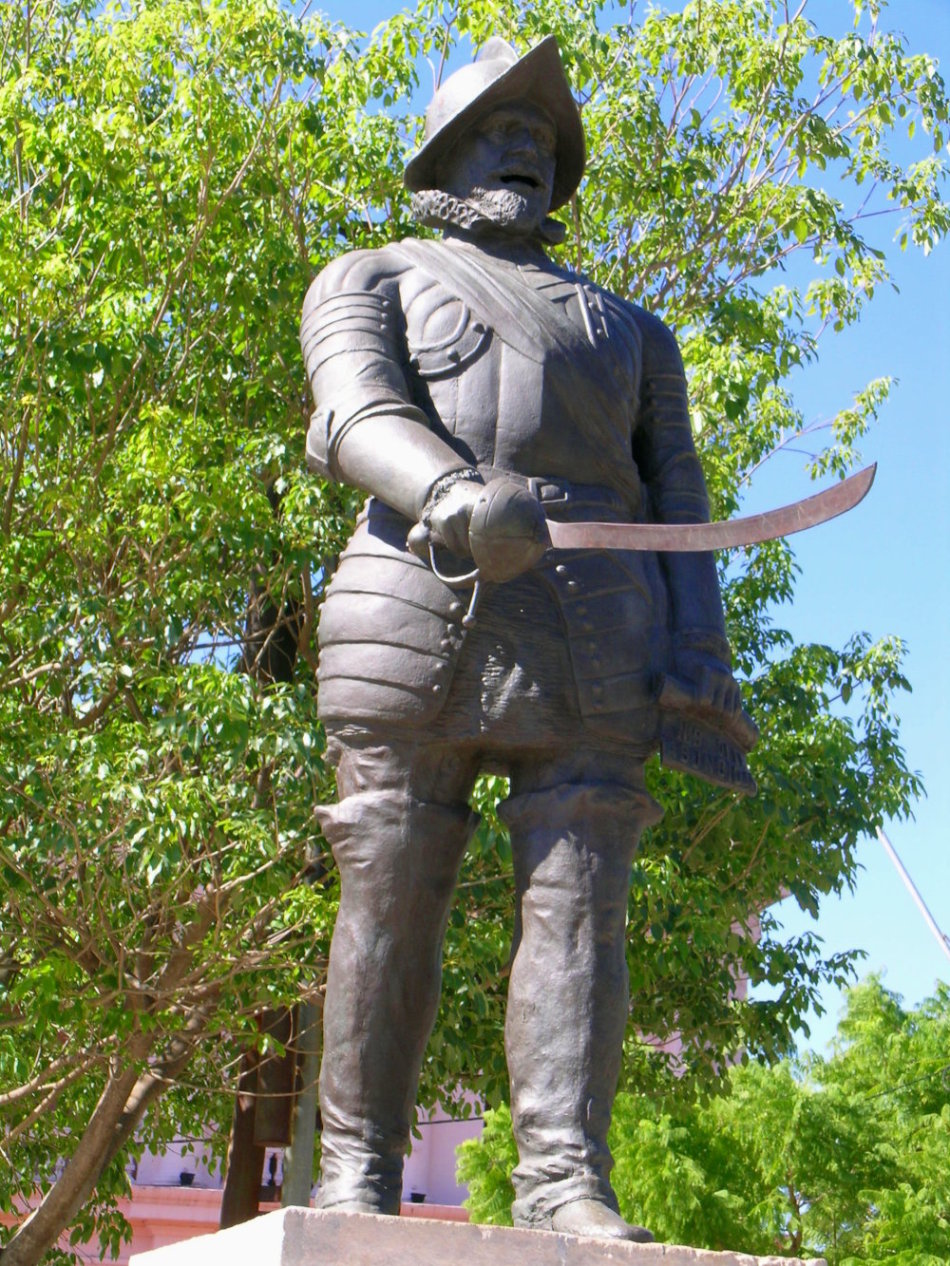
Foto de la estatua de Juan de Salazar en Asunción (2009).

Como consecuencia de haber apoyado al adelantado Alvar Núñez Cabeza de Vaca durante una rebelión contra éste, Salazar fue deportado a España. Regresó a Río de la Plata en 1547, esta vez como parte de la flota de Mencía Calderón a los 39 años y con el cargo de tesorero. Se casó con una de las tripulantes de dicha flota, Isabel de Contreras y Mendoza oriunda de Medellín, Extremadura. Con Isabel tuvo una hija llamada María de Salazar.
Tres años más tarde dirigió una expedición para colonizar al Paraguay que duró hasta 1555. 
En 1560 falleció en Asunción del Paraguay, ciudad que él mismo fundó. Fue enterrado en el altar mayor de la antigua Catedral de Asunción, donde actualmente se halla la Plaza Comuneros.